# La Rêverie (Renoir)
Pour les articles homonymes, voir Rêverie (homonymie).
La Rêverie, ou Portrait de Jeanne Samary, est une huile sur toile de Renoir représentant la jeune actrice de la Comédie-Française, Jeanne Samary, en décolleté. Peinte à maintes reprises par Renoir, elle a débuté en 1875 dans le rôle de Dorine de Tartuffe. Elle habitait alors rue Frochot, non loin de chez Renoir et venait chez lui poser. Cette toile de 56 × 47 cm date de 1877. Elle est conservée au musée Pouchkine de Moscou (inventaire Ж-3405).
Quand ce tableau a été exposé à la troisième exposition des impressionnistes de 1877, il a reçu des critiques plutôt négatives. Il représente l'actrice en buste, le regard doux et pêcheur, se tenant le menton de la main gauche. Elle est vêtue d'une robe décolletée de couleur verte et bleue avec des fleurs au corsage. 
Ce portrait faisait partie de la collection d'Ivan Morozov confisquée par les bolchéviques. Il a été reproduit par la poste d'URSS en 1970.